# Rambler Marlin
Rambler Marlin – samochód sportowy typu pony car klasy średniej produkowany przez amerykański koncern AMC w latach 1965 – 1966 i jako AMC Marlin w latach 1966 – 1967.

## Historia i opis modelu

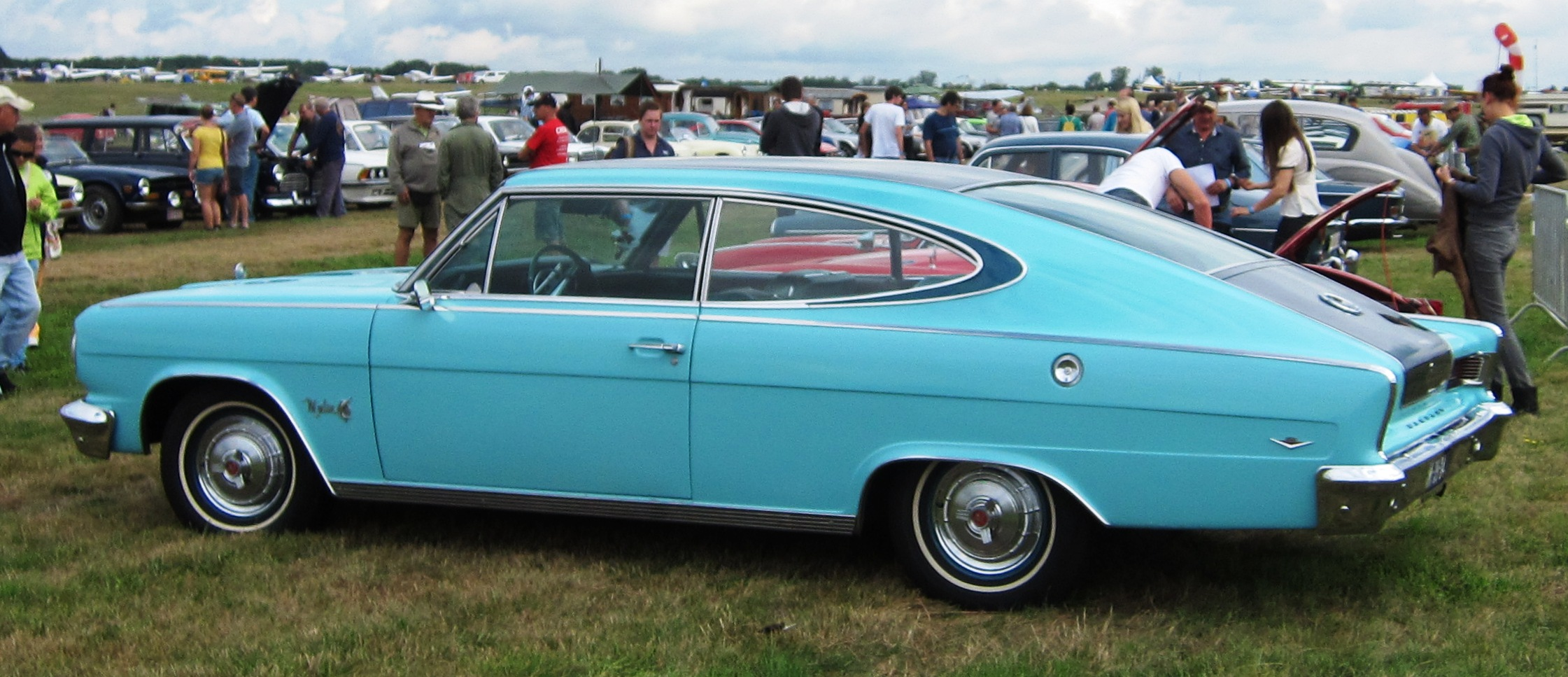
Rambler Marlin - tył

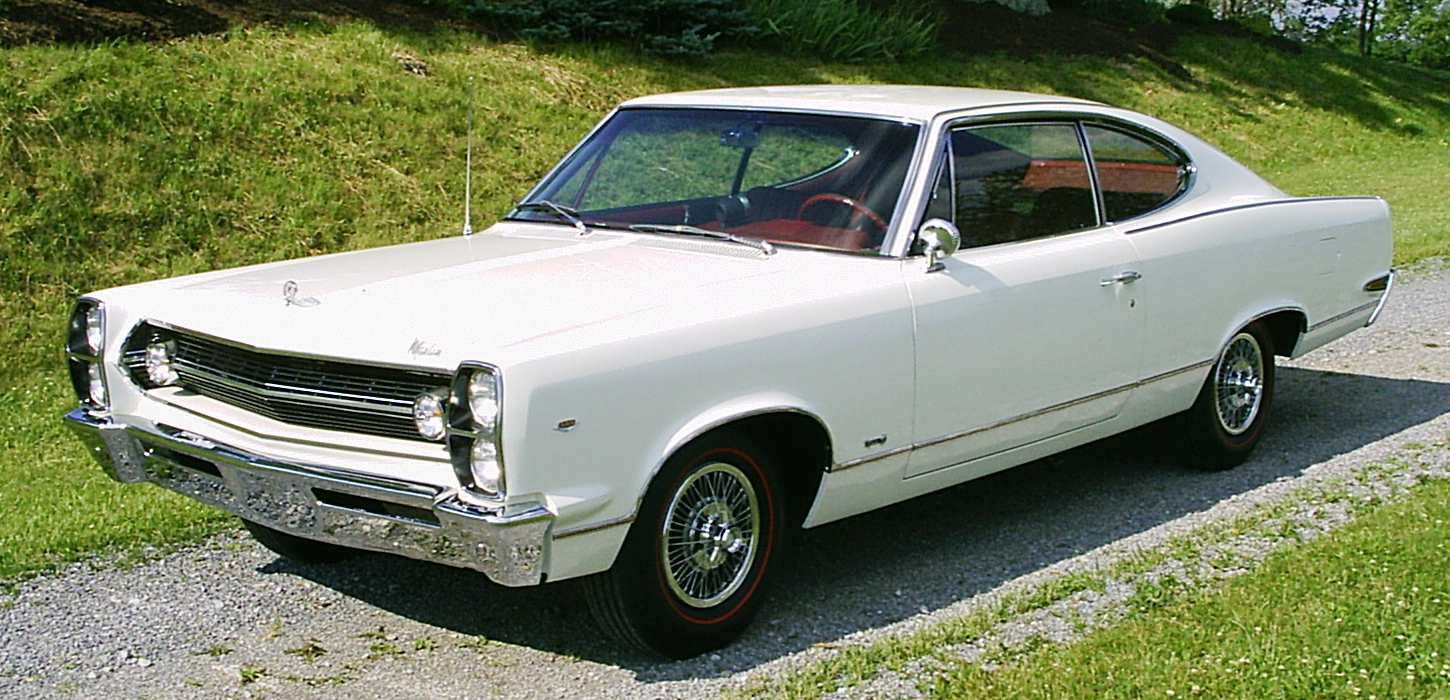
AMC Marlin po liftingu

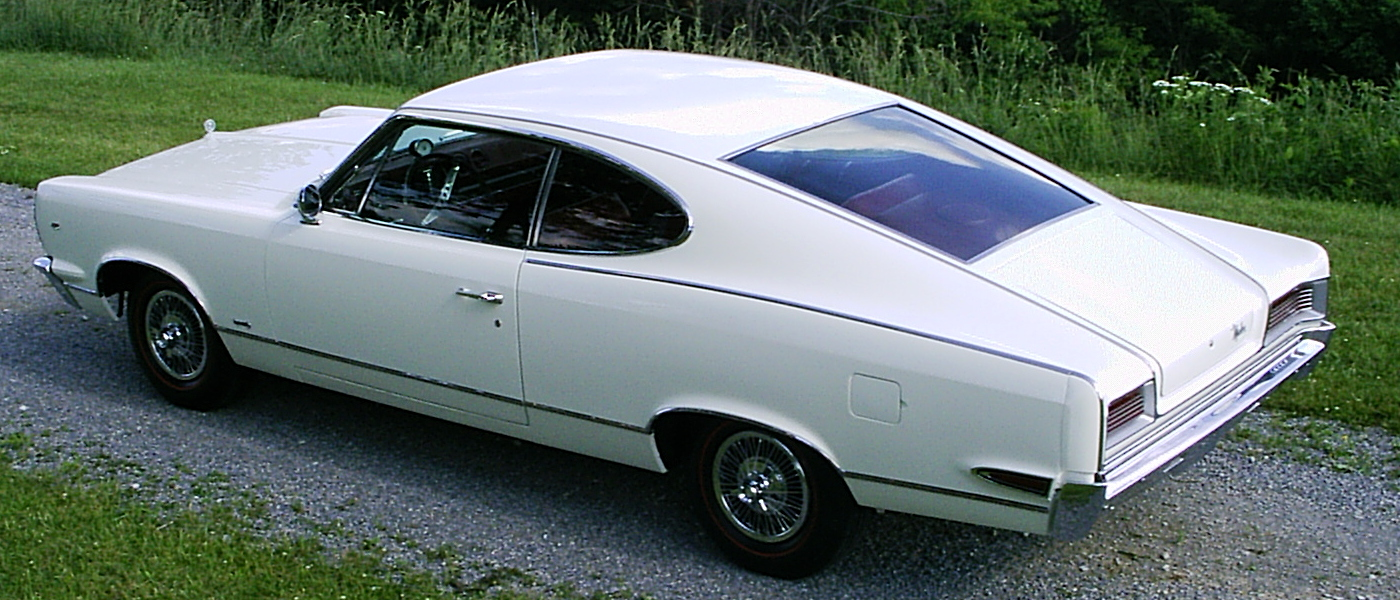
AMC Marlin - tył po liftingu

Pojazd opierał się konstrukcyjnie na modelu Classic (1965–1966) i Ambassador (1967). Jedyna dostępna opcja nadwoziowa to 2-drzwiowy fastback. Napęd przenoszony był na oś tylną.
Premiera nowego pojazdu odbyła się 10 lutego 1965 roku, po intensywnych zabiegach marketingowych i reklamie pierwsze egzemplarze trafił do salonów Ramblera 19 marca tego samego roku. Tylko samochody z 1965 roku nosiły oznaczenia Rambler, od 1966 zmieniono je na AMC.
Przy rozstawie osi 2845 mm pojazd cechował się długością nadwozia równą 4953 mm. Dostępne opcje silnikowe to: R6 232 (3,8 l), V8 287 (4,7 l) oraz V8 327 (5,4 l).
Powstało 14 874 egzemplarzy rocznika 1965/66.

### Lifting
W 1967 zaprezentowano model po obszernej modernizacja, która oparta została ona na większym samochodzie Ambassador. Długość nadwozia wzrosła do 5118 mm przy rozstawie osi równym 2997 mm. Dostępne były silniki: R6 232 (3,8 l), V8 290 (4,8 l) oraz V8 343 (5,6 l). Powstało 2545 egzemplarzy rocznika 1967.

### Silniki
- L6 3.8l
- V8 4.7l
- V8 5.4l